# Harold William Rosenberg
Harold William Rosenberg (* 1941) ist ein US-amerikanischer Mathematiker, der sich mit Differentialgeometrie befasst.
Rosenberg machte 1960 seinen Master-Abschluss und wurde 1963 an der University of California, Berkeley, bei Stephen Diliberto promoviert (Inequalities for periodic surfaces of vector fields). Danach war er bis 1966 Assistant Professor an der Columbia University. Er war ab 1971 Professor an der Universität Paris-Süd und ist seit 2007 Professor am IMPA in Rio de Janeiro.
Zunächst befasste er sich mit Blätterungen und später insbesondere mit Minimalflächen. Er veröffentlichte unter anderem mit William Meeks. Mit Meeks bewies er, dass die Ebene und die Wendelfläche (Helikoide) die einzigen einfach zusammenhängenden, einfach eingebetteten Minimalflächen im euklidischen {\displaystyle \mathbb {R} ^{3}} sind.
2006 widerlegte er mit Pascal Collin eine Vermutung von Richard Schoen (die nach Schoen und Shing-Tung Yau benannt wurde) über die Nichtexistenz eines harmonischen Diffeomorphismus von der komplexen Ebene {\displaystyle \mathbb {C} } in die hyperbolische Ebene {\displaystyle \mathbb {H} }. Sie benutzten dabei Scherksche Minimalflächen.
2005 erhielt er das Großkreuz des Ordem Nacional do Merito Cientifico in Brasilien. Er ist seit 2005 Mitglied der Brasilianischen Akademie der Wissenschaften. 1987 erhielt er den Prix Marie Guido-Trossi der Académie des sciences.
Zu seinen Doktoranden zählen Christian Bonatti, Michael Herman, Rémi Langevin, Norbert A’Campo.